# 363 a. C.
El año 363 a. C. fue un año del calendario romano prejuliano. En el Imperio romano se conocía como el Año del Consulado de Aventinense y Mamertino (o menos frecuentemente, año 391 Ab urbe condita). 

## Acontecimientos

### Egipto
- El faraón egipcio Irimaatenra Dyedhor, o Teos, sucede a su padre Nectanebo I al trono. Planeando un gran ataque sobre Persia, invita a Esparta a ayudarlo.

### Grecia
- El general tebano Epaminondas, hace un intento audaz de desafiar el imperio naval de Atenas. Con una nueva flota de Beocia, navega a Bizancio, con el resultado de que una serie de ciudades del Imperio ateniense se revelan contra sus señores, hoy amenazados.

## Nacimientos
- Barsine, noble persa, amante de Alejandro Magno (m. 309 a. C.)